# Mutter Gottes vom Berge Karmel (Świętajno)
Die Kirche Mutter Gottes vom Berge Karmel in Świętajno (Powiat Olecki) (deutsch Schwentainen) ist ein Bauwerk aus dem zu Ende gehenden 18. Jahrhundert. Bis 1945 war sie evangelisches Gotteshaus für das ostpreußische Kirchspiel Schwentainen im Kreis Oletzko (1933–1945 Kreis Treuburg); heute ist sie Pfarrkirche der römisch-katholischen Pfarrei Świętajno in der polnischen Woiwodschaft Ermland-Masuren.

## Geographische Lage
Świętajno liegt in der östlichen Mitte der Woiwodschaft Ermland-Masuren, 13 Kilometer südwestlich der Kreisstadt Olecko (Marggrabowa, 1928–1945 Treuburg) und ist über die Woiwodschaftsstraße DW 655 im Abzweig Dunajek (Duneyken, 1938–1945 Duneiken) zu erreichen.
Das Gotteshaus steht im Südosten der Ortsmitte auf der östlichen Seite der Durchgangsstraße.

## Kirchengebäude
Eine 1577 in Schwentainen gegründete Kirche wurde 1787 durch Brand zerstört. Bis 1790 wurde sie wieder aufgebaut, zunächst allerdings ohne Turm, der erst 1909 errichtet wurde.
Eine gewölbte Holzdecke überspannte den Innenraum. Die bis zur Ostwand reichenden Seitenemporen ruhten auf Holzsäulen. Altar und Kanzel bildeten ein Ganzes.
Das Geläut der Kirche bestand aus zwei Glocken, die aus den Jahren 1803 und 1850 stammten.

## Kirchengemeinde

### Evangelisch

#### Kirchengeschichte
Im Jahre 1577 wurde in Schwentainen ein evangelisches Kirchspiel errichtet, das bis 1945 bestand und zum Kirchenkreis Oletzko/Treuburg in der Kirchenprovinz Ostpreußen der Evangelischen Kirche der Altpreußischen Union gehörte. Die beiden Pfarrstellen waren bis 1727 bzw. 1945 ununterbrochen besetzt. Zwischen 1889 und 1925 waren zusätzliche Hilfsprediger eingesetzt. Im Jahr 1925 zählte das Kirchspiel Schwentainen 4770 Gemeindeglieder, die in 19 Dörfern, Ortschaften bzw. Wohnplätzen lebten.
Flucht und Vertreibung der einheimischen Bevölkerung machten nach dem Zweiten Weltkrieg evangelisches Gemeindeleben nicht mehr möglich. Das Gotteshaus wurde der katholischen Kirche übereignet. Hier heute lebende evangelische Kirchenglieder orientieren sich zur Kirche in Wydminy (Widminnen), einer Filialkirche der Giżycko (Lötzen), oder zu den Kirchen in Ełk (Lyck) und Węgorzewo (Angerburg), die alle zur Diözese Masuren der Evangelisch-Augsburgischen Kirche in Polen gehören.

#### Kirchspielorte
Bis 1945 waren mit dem Pfarrort 19 Dörfer, Ortschaften und Wohnplätze in das Kirchspiel Schwentainen eingepfarrt:
| Name                                | Änderungsname 1938 bis 1945 | Polnischer Name |  | Name         | Änderungsname 1938 bis 1945 | Polnischer Name |
| ----------------------------------- | --------------------------- | --------------- |  | ------------ | --------------------------- | --------------- |
| Chelchen                            | Kelchen                     | Chełchy         |  | *Polommen    | Herzogsmühle                | Połom           |
| *Doliwen                            | Teichwalde                  | Doliwy          |  | Röbel        |                             | Kije            |
| *Duneyken                           | Duneiken                    | Dunajek         |  | *Salleschen  | Tannau                      | Zalesie         |
| *Duttken                            | Sargensee                   | Dudki           |  | Schlick      |                             | Połomek         |
| *Dworatzken                         | (ab 1934) Herrendorf        | Dworackie       |  | Schwidrowken |                             | Świdrówko       |
| *Giesen                             |                             | Giże            |  | Suleyken     | Suleiken                    | Sulejki         |
| Konradsfelde (bis 1911 Rogowszisna) |                             | Rogowszczyzna   |  | Theerbude    |                             | Smolnik         |
| *Krzywen                            | (ab 1934) Bergenau          | Krzywe          |  | *Wessolowen  | Kleinfronicken              | Wesołowo        |
| *Orzechowken                        | (ab 1925) Nußdorf           | Orzechówko      |  | *Wronken     | Fronicken                   | Wronki          |

#### Pfarrer
Bis 1727 taten in Schwentainen zwei Pfarrer gleichzeitig Dienst, zwischen 1889 und 1925 waren Hilfsprediger ergänzend eingesetzt. Es amtierten an der Pfarrkirche die Geistlichen:
| - Adam Prostka, vor 1600 - Hieronymus Orzechowski, 1601–1623 - Bartholomäus Prostka, 1601–1625 - Stanislaus Kalenzinski, 1623–1625 - Gregorius Reimer, bis 1653 - Jacob Zielinski, 1625–1668 - Georg Zielinski. 1654–1703 - Friedrich Mietzkowius, 1670–1677 - Caspar Hartkoch, 1678–1684 - Friedrich Zielinski, 1684–1699 - Jacob Nicolai, 1699–1727 - Matthäus Paulini, 1705–1710 - Friedrich Flöß, 1711–1760 - Jacob Matiszik, 1757–1770 - Bernhard Flöß, 1770–1802 - Michael Salkowski, 1802–1837 | - Friedrich Johswich, 1837–1858 - Gottlieb Treskatis, 1858–1868 - Alexander Rudolf Albert Gerß, 1868–1873 - Franz August Unterberger, 1874–1890 - Gustav Eberhard, 1889–1890 - Hermann Adolf Niklas, 1891–1908 - Otto Kowalzick, 1908 - Georg Paul Brehm, 1909–1911 - Georg Alfred Weinberger, 1911–1934 - Max Mehlfeld, 1920–1921 - Johann Samuel B.K. Ehmer, 1921–1923 - Hermann Fahnenführer, 1922 - Egon Bellmann, 1923–1925 - Ewald Weidemann, 1934–1935 - Herbert Behrendt, 1936–1945 |

#### Kirchenbücher
Von den Kirchenbuchunterlagen der Kirche Schwentainen haben sich erhalten und werden bei der Deutschen Zentralstelle für Genealogie in Leipzig aufbewahrt:
- Taufen, Trauungen und Begräbnisse von 1861 bis 1874.

Im Staatsarchiv (polnisch Archiwum państwowe) in Ełk (Lyck) befinden sich die Schwentainer Begräbnis-Kirchenbücher von 1800 bis 1839.

### Römisch-katholisch

#### Pfarrei
Seit 1946 gibt es in der einst evangelischen Kirche Schwentainens römisch-katholische Gottesdienste. Vorher waren die Katholiken nach Marggrabowa (1928–1945 Treuburg) im damaligen Bistum Ermland eingepfarrt. Die Kirche im jetzigen Świętajno erhielt den Namen „Kościół Matki Bożej Szkaplerznej“ (deutsch Kirche Mutter Gottes vom Berge Karmel).
Im Jahr 1962 wurde hier eine eigene Pfarrei errichtet und die Kirche damit zur Pfarrkirche erhoben. Sie gehört zum Dekanat Niepokalanego Poczęcia NMP Olecko im Bistum Ełk der Römisch-katholischen Kirche in Polen. Seit 1982 gibt es zusätzlich eine Filialkirche in Wronki (Wronken, 1938–1945 Fronicken).

#### Pfarreiorte
Zur römisch-katholischen Parafia (Pfarrei) Świętajno gehören heute 14 Orte:
| Polnischer Name | Deutscher Name            |  | Polnischer Name | Deutscher Name                    |
| --------------- | ------------------------- |  | --------------- | --------------------------------- |
| Chełchy         | Chelchen 1938–45 Kelchen  |  | Orzechówko      | Orzechowken 1925–45 Nußdorf       |
| Dunajek         | Duneyken 1938–45 Duneiken |  | Połom           | Polommen 1938–45 Herzogsmühle     |
| Giże            | Giesen                    |  | Rogowszczyzna   | Konradsfelde bis 1911 Rogowszisna |
| Giże (PGR)      |                           |  | Sulejki         | Suleyken 1938–45 Suleiken         |
| Jurkowo         |                           |  | Świętajno       | Schwentainen                      |
| Kije            | Röbel                     |  | Wronki          | Wronken 1938–45 Fronicken         |
| Krzywe          | Krzywen 1938–45 Bergenau  |  | Zalesie         | Salleschen 1938–45 Tannau         |

## Verweise